# Roeien op de Olympische Zomerspelen 2008
Roeien is een van de sporten die beoefend werden tijdens de Olympische Zomerspelen 2008 in Peking. De wedstrijden werden van 9 augustus tot 17 augustus in het Olympisch roei- en kanopark van Shunyi gehouden.

## Kwalificatie
Elk land mocht per onderdeel met maximaal één boot meedoen. In diverse toernooien probeerden de landen zich te kwalificeren. De finales staan in een geelgekleurd vakje.

## Programma
In de onderstaande tabel staat per dag en per klasse het programma. In de tweede kolom staat het aantal deelnemende boten in de betreffende klasse.
| Code   | Landen | Klasse             | za 9 | zo 10 | ma 11 | di 12 | wo 13 | do 14  | za 16  | zo 17 |
| ------ | ------ | ------------------ | ---- | ----- | ----- | ----- | ----- | ------ | ------ | ----- |
| M1x    | 33     | Skiff              | K    |       | KF    |       | HF    | F(B-E) | F      |       |
| M2x    | 15     | Dubbeltwee         | K    |       | HK    |       | HF    | F(B)   | F      |       |
| LM2x   | 20     | Lichte dubbeltwee  |      | K     |       | HK    |       | HF     | F(B-D) | F     |
| M4x    | 13     | Dubbelvier         |      | K     |       | HK    |       | HF     | F(B)   | F     |
| M2-    | 14     | Twee zonder        | K    |       | HK    |       | HF    | F(B)   | F      |       |
| M4-    | 13     | Vier zonder        | K    |       | HK    |       | HF    | F(B)   | F      |       |
| LM4-   | 13     | Lichte vier zonder |      | K     |       | HK    |       | HF     | F(B)   | F     |
| M8+    | 8      | Acht               |      | K     |       | HK    |       |        | F(B)   | F     |
| W1x    | 26     | Skiff              | K    |       | KF    |       | HF    | F(B-E) | F      |       |
| W2x    | 10     | Dubbeltwee         | K    |       | HK    |       |       | F(B)   | F      |       |
| LW2x   | 17     | Lichte dubbeltwee  |      | K     |       | HK    |       | HF     | F(B-D) | F     |
| W4x    | 8      | Dubbelvier         |      | K     |       | HK    |       |        | F(B)   | F     |
| W2-    | 10     | Twee zonder        | K    |       | HK    |       |       | F(B)   | F      |       |
| W8+    | 7      | Acht               |      | K     |       | HK    |       |        |        | F     |
| Totaal | 207    |                    |      |       |       |       |       |        |        |       |

K = kwalificatie, HK = herkansing, KF = kwartfinales, HF = halve finales, F(B-E) = B, C, D en E-finale, F(B) = B-finale, F(B-D) = B, C en D-finale, F = Finale

## Resultaten

### Mannen - Skiff
| rang   | sporter       | land | tijd    |
| ------ | ------------- | ---- | ------- |
| Goud   | Olaf Tufte    | NOR  | 6.59,83 |
| Zilver | Ondřej Synek  | CZE  | 7.00,63 |
| Brons  | Mahe Drysdale | NZL  | 7.01,56 |
| 4      | Tim Maeyens   | BEL  | 7.03,40 |
| 5      | Alan Campbell | GBR  | 7.04,47 |
| 6      | Lassi Karonen | SWE  | 7.07,64 |

### Mannen - Dubbeltwee
| rang   | sporters                           | land | tijd    |
| ------ | ---------------------------------- | ---- | ------- |
| Goud   | David Crawshay Scott Brennan       | AUS  | 6.27,77 |
| Zilver | Tõnu Endrekson Jüri Jaanson        | EST  | 6.29,05 |
| Brons  | Matthew Wells Stephen Rowbotham    | GBR  | 6.29,10 |
| 4      | Robert Waddell Nathan Cohen        | NZL  | 6.30,79 |
| 5      | Jean-Baptiste Macquet Adrien Hardy | FRA  | 6.33,36 |
| 6      | Luka Špik Iztok Čop                | SLO  | 6.33,96 |

### Mannen - Lichte dubbeltwee
| rang   | sporters                                     | land | tijd    |
| ------ | -------------------------------------------- | ---- | ------- |
| Goud   | Zac Purchase Mark Hunter                     | GBR  | 6.10,99 |
| Zilver | Dimitrios Mougios Vasileios Polymeros        | GRE  | 6.11,72 |
| Brons  | Mads Reinholdt Rasmussen Rasmus Quist Hansen | DEN  | 6.12,45 |
| 4      | Marcello Miani Elia Luini                    | ITA  | 6.16,15 |
| 5      | Zhang Guolin Sun Jie                         | CHN  | 6.16,69 |
| 6      | Eyder Batista Yunior Perez                   | CUB  | 6.19,96 |

### Mannen - Dubbelvier
| rang   | sporters                                                          | land | tijd    |
| ------ | ----------------------------------------------------------------- | ---- | ------- |
| Goud   | Konrad Wasielewski Marek Kolbowicz Michał Jeliński Adam Korol     | POL  | 5.41,33 |
| Zilver | Luca Agamennoni Simone Venier Rossano Galtarossa Simone Raineri   | ITA  | 5.43,57 |
| Brons  | Jonathan Coeffic Pierre-Jean Peltier Julien Bahain Cédric Berrest | FRA  | 5.44,34 |
| 4      | Christopher Morgan James McRae Brendan Long Daniel Noonan         | AUS  | 5.44,68 |
| 5      | Matthew Hughes Sam Stitt Jamie Schroeder Scott Gault              | USA  | 5.47,64 |
| 6      | Stephan Krüger René Bertram Hans Gruhne Christian Schreiber       | GER  | 5.50,96 |

### Mannen - Twee zonder
| rang   | sporters                            | land | tijd    |
| ------ | ----------------------------------- | ---- | ------- |
| Goud   | Drew Ginn Duncan Free               | AUS  | 6.37,44 |
| Zilver | David Calder Scott Frandsen         | CAN  | 6.39,55 |
| Brons  | Nathan Twaddle George Bridgewater   | NZL  | 6.44,19 |
| 4      | Tom Lehmann Felix Drahotta          | GER  | 6.47,40 |
| 5      | Shaun Keeling Ramon di Clemente     | RSA  | 6.47,83 |
| 6      | Tyler Winklevoss Cameron Winklevoss | USA  | 7.05,58 |

### Mannen - Acht
| rang   | sporters | land | tijd    |
| ------ | --- | ---- | ------- |
| Goud   | Kevin Light Ben Rutledge Andrew Byrnes Jake Wetzel Malcolm Howard Dominic Seiterle Adam Kreek Kyle Hamilton Brian Price (stuurman)                                      | CAN  | 5.23,89 |
| Zilver | Alex Partridge Tom Stallard Tom Lucy Richard Egington Josh West Alistair Heathcote Matt Langridge Colin Smith Acer Nethercott (stuurman)                                | GBR  | 5.25,11 |
| Brons  | Beau Hoopman Matt Schinobrich Micah Boyd Wyatt Allen Daniel Walsh Steven Coppola Josh Inman Bryan Volpenhein Marcus McElhenney (stuurman)                               | USA  | 5.25,34 |
| 4      | Meindert Klem Rogier Blink Olivier Siegelaar Jozef Klaassen David Kuiper Mitchel Steenman Olaf van Andel Diederik Simon Peter Wiersum (stuurman)                        | NED  | 5.29,26 |
| 5      | Sebastian Kosiorek Michał Stawowski Patryk Brzeziński Sławomir Kruszkowski Wojciech Gutorski Marcin Brzeziński Rafał Hejmej Mikołaj Burda Daniel Trojanowski (stuurman) | POL  | 5.31,42 |
| 6      | David Dennis Samuel Loch James Chapman Tom Laurich Jeremy Stevenson James Tomkins Sam Conrad Stephen Stewart Marty Rabjohns (stuurman)                                  | AUS  | 5.35,10 |

### Mannen - Vier zonder
| rang   | sporters                                                          | land | tijd    |
| ------ | ----------------------------------------------------------------- | ---- | ------- |
| Goud   | Tom James Steve Williams Pete Reed Andrew Triggs Hodge            | GBR  | 6.06,57 |
| Zilver | Matt Ryan James Marburg Cameron McKenzie-McHarg Francis Hegerty   | AUS  | 6.07,85 |
| Brons  | Julien Desprès Benjamin Rondeau Germain Chardin Dorian Mortelette | FRA  | 6.09,31 |
| 4      | Tomaž Pirih Rok Rozman Rok Kolander Miha Pirih                    | SLO  | 6.11,62 |
| 5      | Jan Gruber Michal Horváth Milan Bruncvik Karel Neffe              | CZE  | 6.16,56 |
| 6      | Jochen Urban Richard Schmidt Urs Käufer Gregor Hauffe             | GER  | 6.19,63 |

### Mannen - Lichte vier zonder
| rang   | sporters                                                                | land | tijd    |
| ------ | ----------------------------------------------------------------------- | ---- | ------- |
| Goud   | Thomas Ebert Morten Jørgensen Mads Kruse Andersen Eskild Ebbesen        | DEN  | 5.47,76 |
| Zilver | Łukasz Pawłowski Bartłomiej Pawełczak Miłosz Bernatajtys Paweł Rańda    | POL  | 5.49,39 |
| Brons  | Iain Brambell Jon Beare Mike Lewis Liam Parsons                         | CAN  | 5.50,09 |
| 4      | Franck Solforosi Guillaume Raineau Jean-Christophe Bette Fabien Tilliet | FRA  | 5.51,22 |
| 5      | Richard Chambers James Lindsay-Fynn Paul Mattick James Clarke           | GBR  | 5.52,12 |
| 6      | Gerard van der Linden Marshall Godschalk Ivo Snijders Paul Drewes       | NED  | 5.54,06 |

### Vrouwen - Skiff
| rang   | sporter            | land | tijd    |
| ------ | ------------------ | ---- | ------- |
| Goud   | Roemjana Nejkova   | BUL  | 7.22,34 |
| Zilver | Michelle Guerette  | USA  | 7.22,78 |
| Brons  | Jekaterina Karsten | BLR  | 7.23,98 |
| 4      | Zhang Xiuyun       | CHN  | 7.25,48 |
| 5      | Miroslava Knapková | CZE  | 7.35,52 |
| 6      | Julia Michalska    | POL  | 7.43,44 |

### Vrouwen - Dubbeltwee
| rang   | sporters                                        | land | tijd    |
| ------ | ----------------------------------------------- | ---- | ------- |
| Goud   | Georgina Evers-Swindell Caroline Evers-Swindell | NZL  | 7.07,32 |
| Zilver | Annekatrin Thiele Christiane Huth               | GER  | 7.07,33 |
| Brons  | Elise Laverick Anna Bebington                   | GBR  | 7.07,55 |
| 4      | Li Qin Tian Liang                               | CHN  | 7.15,85 |
| 5      | Megan Kalmoe Ellen Tomek                        | USA  | 7.17,53 |
| 6      | Miroslava Knapková Gabriela Varekova            | CZE  | 7.25,09 |

### Vrouwen - Lichte dubbeltwee
| rang   | sporters                              | land | tijd    |
| ------ | ------------------------------------- | ---- | ------- |
| Goud   | Kirsten van der Kolk Marit van Eupen  | NED  | 6.54,74 |
| Zilver | Sana Sten Minna Nieminen              | FIN  | 6.56,03 |
| Brons  | Melanie Kok Tracy Cameron             | CAN  | 6.56,68 |
| 4      | Berit Annika Carow Marie-Luise Dräger | GER  | 6.56,72 |
| 5      | Xu Dongxiang Yu Hua                   | CHN  | 7.01,90 |
| 6      | Chrysi Biskitzi Alexandra Tsiavou     | GRE  | 7.04,61 |

### Vrouwen - Dubbelvier
| rang   | sporters                                                                    | land | tijd    |
| ------ | --------------------------------------------------------------------------- | ---- | ------- |
| Goud   | Tang Bin Jin Ziwei Xi Aihua Zhang Yangyang                                  | CHN  | 6.16,06 |
| Zilver | Annie Vernon Debbie Flood Frances Houghton Katherine Grainger               | GBR  | 6.17,37 |
| Brons  | Britta Oppelt Manuela Lutze Kathrin Boron Stephanie Schiller                | GER  | 6.19,56 |
| 4      | Svitlana Spiryukhova Tetiana Kolesnikova Olena Olefirenko Nataliya Lyalchuk | UKR  | 6.20,02 |
| 5      | Lia Pernell Lindsay Meyer Jen Kaido Margot Shumway                          | USA  | 6.25,86 |
| 6      | Zoe Uphill Amber Bradley Kerry Hore Amy Ives                                | AUS  | 6.30,05 |

### Vrouwen - Twee zonder
| rang   | sporters                           | land | tijd    |
| ------ | ---------------------------------- | ---- | ------- |
| Goud   | Georgeta Andrunache Viorica Susanu | ROU  | 7.20,60 |
| Zilver | Wu You Gao Yulan                   | CHN  | 7.22,28 |
| Brons  | Julija Bichyk Natalia Helakh       | BLR  | 7.22,91 |
| 4      | Lenka Wech Maren Derlien           | GER  | 7.25,73 |
| 5      | Juliette Haigh Nicola Coles        | NZL  | 7.28,80 |
| 6      | Louisa Reeve Olivia Whitlam        | GBR  | 7.33,61 |

### Vrouwen - Acht
| rang   | sporters | land | tijd    |
| ------ | --- | ---- | ------- |
| Goud   | Erin Cafaro Lindsay Shoop Anna Goodale Elle Logan Anna Cummins Susan Francia Caroline Lind Caryn Davies Mary Whipple (stuurvrouw)                                   | USA  | 6.05,34 |
| Zilver | Femke Dekker Marlies Smulders Nienke Kingma Roline Repelaer van Driel Annemarieke van Rumpt Helen Tanger Sarah Siegelaar Annemiek de Haan Ester Workel (stuurvrouw) | NED  | 6.07,22 |
| Brons  | Constanța Burcică Viorica Susanu Rodica Maria Serban Eniko Barabas Simona Dumitrita Musat Ioana Papuc Georgeta Andrunache Doina Ignat Elena Georgescu (stuurvrouw)  | ROU  | 6.07,25 |
| 4      | Heather Mandoli Andreanne Morin Sarah Bonikowsky Ashley Brzozowicz Romina Stefancic Buffy Williams Darcy Marquardt Jane Rumball Lesley Thompson-Willie (stuurvrouw) | CAN  | 6.08,04 |
| 5      | Carla Ashford Beth Rodford Louisa Reeve Alice Freeman Natasha Page Sarah Winckless Jessica Eddie Katie Greves Caroline O’Connor (stuurvrouw)                        | GBR  | 6.13,74 |
| 6      | Pauline Fransca Brooke Pratley Sally Kehoe Natalie Bale Elizabeth Kell Kate Hornsey Sarah Tait Sarah Heard Elizabeth Patrick (stuurvrouw)                           | AUS  | 6.14,22 |

## Medaillespiegel
| Plaats | Land             | NOC    | Goud | Zilver | Brons | Totaal |
| ------ | ---------------- | ------ | ---- | ------ | ----- | ------ |
| 1      | Groot-Brittannië | GBR    | 2    | 2      | 2     | 6      |
| 2      | Australië        | AUS    | 2    | 1      | 0     | 3      |
| 3      | Canada           | CAN    | 1    | 1      | 2     | 4      |
| 4      | Verenigde Staten | USA    | 1    | 1      | 1     | 3      |
| 5      | China            | CHN    | 1    | 1      | 0     | 2      |
| 5      | Nederland        | NED    | 1    | 1      | 0     | 2      |
| 5      | Polen            | POL    | 1    | 1      | 0     | 2      |
| 8      | Nieuw-Zeeland    | NZL    | 1    | 0      | 2     | 3      |
| 9      | Denemarken       | DEN    | 1    | 0      | 1     | 2      |
| 9      | Roemenië         | ROU    | 1    | 0      | 1     | 2      |
| 11     | Bulgarije        | BUL    | 1    | 0      | 0     | 1      |
| 11     | Noorwegen        | NOR    | 1    | 0      | 0     | 1      |
| 13     | Duitsland        | GER    | 0    | 1      | 1     | 2      |
| 14     | Estland          | EST    | 0    | 1      | 0     | 1      |
| 14     | Finland          | FIN    | 0    | 1      | 0     | 1      |
| 14     | Griekenland      | GRE    | 0    | 1      | 0     | 1      |
| 14     | Italië           | ITA    | 0    | 1      | 0     | 1      |
| 14     | Tsjechië         | CZE    | 0    | 1      | 0     | 1      |
| 19     | Frankrijk        | FRA    | 0    | 0      | 2     | 2      |
| 19     | Wit-Rusland      | BLR    | 0    | 0      | 2     | 2      |
| Totaal | Totaal           | Totaal | 14   | 14     | 14    | 42     |

Parijs 1900 · 
St. Louis 1904 · 
Londen 1908 · 
Stockholm 1912 · 
Antwerpen 1920 · 
Parijs 1924 · 
Amsterdam 1928 · 
Los Angeles 1932 · 
Berlijn 1936 · 
Londen 1948 · 
Helsinki 1952 · 
Melbourne 1956 · 
Rome 1960 · 
Tokio 1964 · 
Mexico-stad 1968 · 
München 1972 · 
Montréal 1976 · 
Moskou 1980 · 
Los Angeles 1984 · 
Seoel 1988 · 
Barcelona 1992 · 
Atlanta 1996 · 
Sydney 2000 · 
Athene 2004 · 
Peking 2008 · 
Londen 2012 · 
Rio de Janeiro 2016 · 
Tokio 2020 · 
Parijs 2024 ·  
Los Angeles 2028 
Medaillewinnaars
atletiek · badminton · basketbal · boksen · boogschieten · gewichtheffen · gymnastiek · handbal · hockey · honkbal · judo · kanovaren · moderne vijfkamp · paardensport · roeien · schermen · schietsport · schoonspringen · softbal · synchroonzwemmen · taekwondo · tafeltennis · tennis · triatlon · voetbal · volleybal · waterpolo · wielersport · worstelen · zeilen · zwemmen